# Віреле
Віреле́, вірле́ (фр. virelai) — середньовічний танець та вірш на тему кохання, що з 1450 року утвердився як незалежна віршована форма без музичного супроводу. 

## Короткий опис
Перші віреле датуються кінцем XIII століття. У французькій поезії XV–XVI століть — це дев'ятирядкова строфа. У віреле римуються другий, п'ятий та сьомий вкорочені рядки, тоді як інші є подовженими й охоплені власною римою. Формою віреле послуговувались як відповідь на ле (фр. lei — світський), тобто віршовану форму з трьох віршів, де кожен третій вкорочений рядок має свою риму і часто навіть відмінний розмір на противагу двом попереднім довгим.
На молодіжних іграх того часу поперемінно виконувалися ле та віреле. Пізніше вживаною формою віреле став шестивірш, в якому римувалися вкорочені третій та шостий рядки, а решта мали парне римування.
Хрестоматійні зразки віреле залишив Гійом де Машо, автор одноголосних п'єс (у тому числі знаменитого Douce dame jolie) та багатоголосих обробок. Загалом збереглося 33 віреле авторства Гійома де Машо.
В Італії XIV століття структурним аналогом віреле вважається баллата (не плутати з баладою).
Строфою віреле користувалися й українські поети, зокрема Микола Вороний («Мов зібралися юрбою…», «Соловейко», «Таємне кохання»).

## Музика віреле
Віреле як пісенна форма XIV і початку XV століття зазвичай має три строфи і приспів, який викладається перед першою строфою. Кожна строфа має структуру тактової форми з двома частинами, які мають однакові рими та музику (Stollen), за якими слідує третя (Abgesang). Третій розділ кожної строфи поділяє рими та музику з приспівом. Ці форми час від часу відтворювали в пізній англійській поезії, наприклад Джон Пейн («Весняний смуток») і Генрі Остін Добсон («Липень»).